# William Oualid
Israël William Oualid, né le 26 janvier 1880 à Alger et mort le  15 novembre 1942 à Villeneuve-sur-Lot, est un juriste français.

## Biographie
William Oualid est le fils d’Isaac, dit Sadia Oualid (1845 – 1917), représentant de commerce, et de Rachel Azoulay (15 avril 1859 – 19 mai 1932).
Licencié de la Faculté de droit d'Alger en 1904, puis docteur en droit, en 1906 et agrégé en 1919, il est professeur à la Faculté de droit de Dijon (1920), à la Faculté de droit de Strasbourg (1921-1923), puis à la faculté de droit de Paris (à partir de 1923). Il a été membre de la Ligue des droits de l'Homme, spécialisé dans la défense des droits des populations colonisées, ainsi que dirigeant du Consistoire et vice-président, dans l'entre-deux-guerres, de l'Alliance israélite universelle.[réf. nécessaire].
Pendant la Première Guerre mondiale, il fait partie des réseaux dits Albert Thomas du sous-secrétaire d'État à l’Armement et des Munitions, aux côtés de Maurice Halbwachs et de François Simiand. Durant l'entre-deux-guerres, il participe à la Revue de l’immigration, se montrant partisan d'une régulation de l'immigration . Il représente la France lors de la Conférence de Genève concernant le Bureau international du travail.
Directeur de l'Institut d'urbanisme de Paris, de 1937 à 1940, il en est écarté en tant que juif en 1940 durant l'Occupation.

## Engagement au sein de la ligue des droits de l'Homme
Durant l'entre-deux-guerres, la France est notamment traversée par sa deuxième vague d'immigration. Alors que la question des "races" dans les années 1920 n'est pas encore un enjeu de débat public, ne permettant pas la distinction entre les termes de "racisme" et "antiracisme", la ligue des droits de l'homme n'en avait donc pas encore fait un thème de lutte. Dans ce contexte, et à travers son engagement au sein de la ligue, William Oualid prône une politique migratoire sélective dans le but de protéger la "race française" des "indésirables".
Au sein de la ligue des droits de l'homme, il est engagé dans la lutte contre l'antisémitisme.